# Midnight Sun (singolo Zara Larsson)
Midnight Sun è un singolo della cantante svedese Zara Larsson, pubblicato il 13 giugno 2025 come secondo estratto dal quinto album in studio omonimo.

## Descrizione
Secondo quanto affermato dalla cantante, il tema del singolo trae ispirazione dalle notti estive scandinave. Rolling Stone ha definito la traccia come «una potenziale hit pop estiva» e ha messo in evidenza le influenze house, trance e EDM della produzione.

## Video musicale
Il video musicale del singolo è stato reso disponibile il 26 giugno 2025 attraverso il canale YouTube della cantante. È stato diretto da Charlotte Rutherford e fa riferimento alla moda anni 2000.

## Tracce
Testi e musiche di Zara Larsson, Uzoechi Emenike, Helena Gao e Margo Wildman.
1. Midnight Sun – 3:11

## Classifiche
| Classifica (2025) | Posizione massima |
| ----------------- | ----------------- |
| Svezia            | 9                 |